# 米格尔·利纳雷斯
米格尔·利纳雷斯·科莱拉（西班牙語：Miguel Linares Cólera；1982年9月30日—）是一名西班牙职业足球运动员，在球场上的位置是前锋，目前效力于西乙球队塔拉戈纳体操。